# Plattad dyngbagge
Plattad dyngbagge (Aphodius depressus) är en skalbaggsart som först beskrevs av Johann Gottlieb Kugelann 1792.  Plattad dyngbagge ingår i släktet Aphodius, och familjen bladhorningar. Arten är reproducerande i Sverige.